# Petter Solberg
Petter Solberg (Askim, Noruega; 18 de noviembre de 1974) es un piloto de rally noruego que ha competido en el Campeonato Mundial de Rally donde ganó el título de pilotos en 2003. Fue piloto oficial de Ford y Subaru, equipo con el que compitió ocho temporadas (entre 2001 y 2008) y con el que logró trece victorias, el campeonato y el subcampeonato en tres ocasiones: 2002, 2004 y 2005. Tras la retirada de Subaru en 2008, compitió como piloto privado con su propio equipo, el Petter Solberg World Rally Team, con vehículos de la marca Citroën, logrando doce podios. En 2012 regresó a Ford, donde sumó otros cinco podios. La marcha de Ford ese año propició también su salida del campeonato. A lo largo de su trayectoria participó en un total de 188 pruebas y consiguió trece victorias, cincuenta y dos podios y el campeonato del mundo en 2003.
Tras su retirada en 2012, Solberg dio el salto al rallycross participando primero en el Campeonato de Europa de Rallycross y luego en el Campeonato Mundial de Rallycross donde logró el título en 2014 y 2015.

## Trayectoria
Nació en Askim (Noruega), un pueblo cerca de Oslo, el 18 de noviembre de 1974. Tiene un carácter extrovertido, todo lo contrario del típico de un escandinavo. Era famoso por su fama de juerguista. Vive en Mónaco con su mujer, la expiloto de rally sueca Pernilla Walfridsson, y tienen un hijo llamado Oliver.

### Inicios
Empezó su carrera deportiva en la modalidad de coches radiocontrol, categoría de la que fue campeón. Posteriormente ganó el campeonato de rally de Noruega. Su debut en el Mundial de Rally se produjo en el Rally de Suecia en 1998 con un Toyota Celica GT4 Turbo acabó 16.º. Tuvo de copiloto a Egil Solstad. En su segundo Rally de Gales no tuvo tanta suerte y destrozó el coche. Su copiloto en esa ocasión fue Cato Menkerud, el habitual copiloto de su hermano Henning Solberg.

### Ford
En 1999 tras insistir a Malcolm Wilson, (el jefe de Ford) consiguió un puesto en el equipo, a la sombra de Colin McRae, y luchando con otros "suplentes" de Ford (Thomas Radstrom y Jean Joseph Simon) por un coche en cada rally. Solberg participó en los rally de Suecia, Kenia (donde consiguió sus dos primeros puntos al quedar quinto), Portugal, Finlandia, San Remo, y Gales. En los seis rallyes tuvo de copiloto a Phil Mills, exceptuando Kenia, donde le acompañó Fred Gallagher.
En la temporada 2000 participó en diez pruebas. A partir de esa temporada no cambiaría de copiloto (Phil Mills)
Participó en: Kenia, (otra vez 5.º), Argentina, Grecia (R), Nueva Zelanda (4.º, su mejor puesto hasta entonces), Finlandia (donde sufrió un espectacular accidente), pero a este punto fichó por Subaru para los rally de Córcega, San Remo, Australia y Gales.

### 2001-2008: Subaru

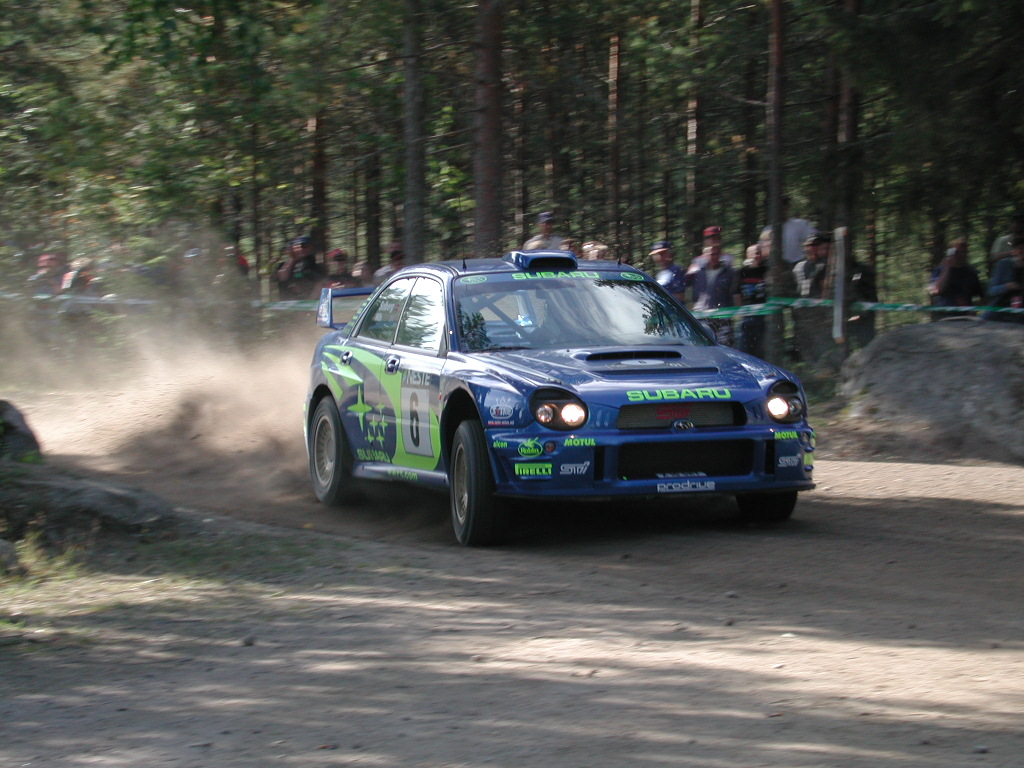
Solberg en el Rally de Finlandia en 2001.

En 2001, fue escogido segundo piloto de Subaru detrás de Richard Burns. Participó en todos los rally de la temporada pero tuvo 6 abandonos y en otros se quedó fuera de los puntos. Solberg dio la sorpresa ese año al quedar 2.º en Grecia detrás de McRae. En 2002, tras la marcha del nuevo campeón, Richard Burns se fue de Subaru a Peugeot. Subaru logró fichar al tetracampeón Tommi Mäkinen, y Solberg de nuevo fue denominado segundo piloto, pero las cosas iban a cambiar, Petter quedó 2.º en Argentina, 3.º en Finlandia, San Remo, y Australia, pero su gran momento llegó por su primera victoria en Gales. Terminó con el subcampeonato.

#### 2003: Campeón del Mundo
El 2003, empezó mal para Petter, 3 puntos de 30 primeros posibles, pero gracias al segundo puesto de Finlandia, los terceros de Nueva Zelanda y Grecia y victorias en: Chipre, Australia, Córcega, y Gales, además de puntuar en: Suecia (6.º), Argentina (5.º), Alemania (8.º), y España (5.º), le ganó el campeonato por un punto a Loeb.
En 2004, los Citroën estuvieron imparables y a pesar de los terceros puestos de Turquía y Grecia, y 5 victorias (Nueva Zelanda, Grecia, Japón, Gales y Cerdeña )solo pudo ser 2.º. También puntuó en Montecarlo (7.º), México (4.º), aunque en este rally tuvo una penalización cuando era 1.º, por llegar tarde a un control de tiempo, Chipre (4.º), Córcega (5.º), y España( 5.º).
En 2005 fue un año de mala suerte para Petter: un abandono en Japón en la penúltima especial cuando era líder y en Australia cuando también era líder, por culpa de un canguro, pero tuvo 3 victorias (Suecia, México y Gales), 3.º en Nueva Zelanda, Argentina y Córcega, y 2.º en Turquía y Cerdeña, puntuó también en Finlandia (4.º), y Alemania (7.º).
En 2006, el coche no era fiable, además de mala suerte, por eso solo hizo tres segundos puestos en México, Argentina, y Australia y 3.º en Gales, consiguió puntuar además en España (7.º), Grecia (7.º), Japón (7.º), Chipre (8.º), y Nueva Zelanda (6.º).
En 2007, empezó con un 6.º puesto en Montecarlo, igualando su mejor resultado hasta ahora en ese rally, sorprendentemente fue superado por su compañero Chris Atkinson (4.º).
En Suecia llegó a estar líder el primer día, pero su Impreza sucumbió al Focus de Marcus Grönholm y el C4 de Sébastien Loeb, pero el segundo día cuando iba tercero se atascó en una zanja y perdió 14 minutos. En Noruega estuvo cerca del podio, pero acabó 4.º perdió contra su hermano Henning.
El nuevo Impreza 2007 en el Rally RACC tuvo un debut casi perfecto, Petter ganó tres especiales se puso líder y el coche demostró que podía darle victorias, pero este todavía era muy nuevo y tuvo una fuga de escape, lo que le obligó a la retirada.
Portugal fue un rally extraño, terminó en un 4.º puesto sin poder alcanzar el podio, pero 4 horas más tarde gracias a una penalización de 5 minutos a todos los Ford por irregularidades en sus lunetas laterales le permitió subir al segundo puesto detrás de Loeb.
En el Rally de Argentina, lo que parecía una gran lucha entre Solberg y Mikko Hirvonen por el 3.º puesto se fastidió por problemas mecánicos en el Subaru. En Cerdeña se quedó en tierra de nadie, 5.º, pero en Grecia quedó 3.º luchando con el Focus de Gronholm y el C4 de Loeb. La segunda parte del campeonato no fue muy buena, en Finlandia estuvo obligado a abandonar con un Impreza incontrolable y desastroso, Alemania no era su rally favorito, pero consiguió su mejor puesto allí: 6.º. Una gran decepción fue Nueva Zelanda, un 7.º puesto, en Cataluña y Córcega hizo lo que pudo sobre asfalto (6.º y 5.º respectivamente). El accidente de Japón hizo que no valiesen de nada los scratchs que hizo, ya que salió bajo la normativa SuperRally, y solo pudo ser 16.º, los rally de Irlanda y Gales, con un 5.º y un 4.º puesto respectivamente.

### 2009 - 2011: Petter Solberg World Rally Team
En 2009 y tras el anuncio del Subaru World Rally Team de abandonar la competición debido a la crisis económica de Japón, Petter tuvo que dejar la escudería y formar su propio equipo: Petter Solberg World Rally Team, debuta en el Rally de Noruega. Su principal patrocinador fue "Johs Lunde", una compañía naviera de yates quien patrocinó y subvencionó a Peter con un Citroën Xsara WRC de 2006. En las primeras siete pruebas del calendario pilota el Xsara y en las dos últimas citas, Gran Bretaña y España un Citroën C4 WRC.

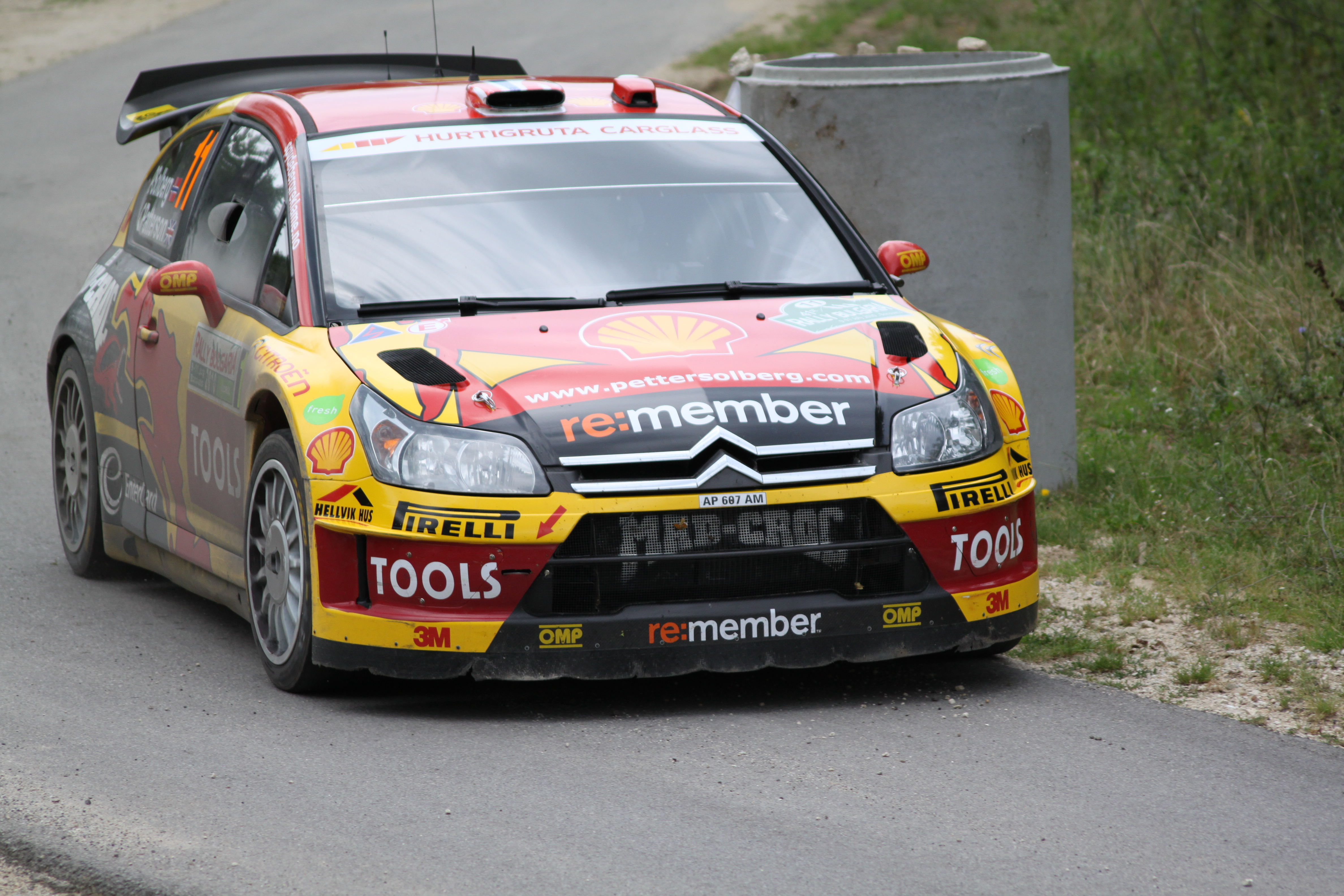
Solberg en Bulgaria 2010.

Para la temporada 2010 Solberg, con el mismo equipo, compite en toda la temporada con un Citroën C4 WRC consiguiendo ocho podios y finalizando tercero en el mundial.

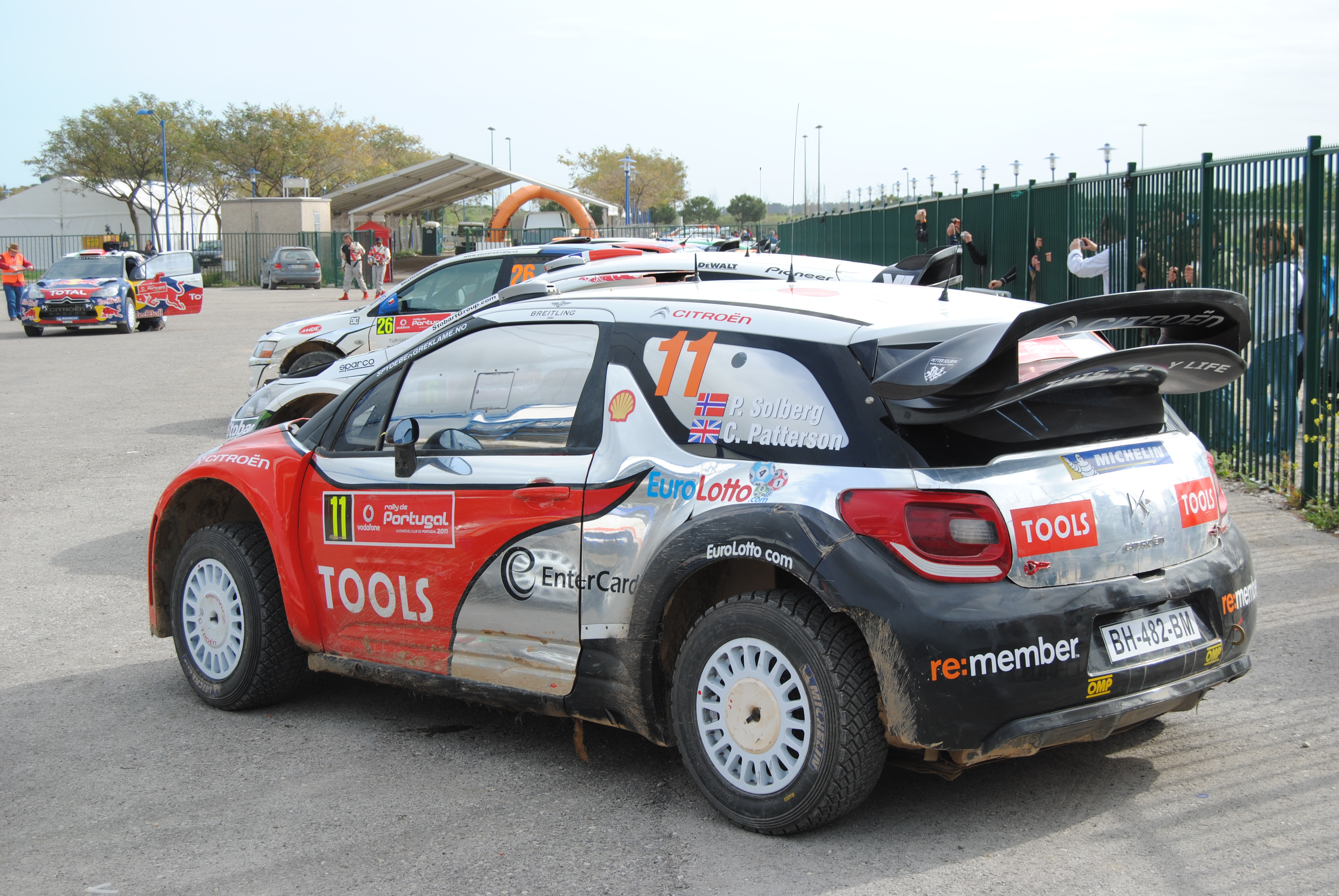
Petter Solberg en Portugal 2011

En 2011 Solberg cambia el C4 por un Citroën DS3 WRC, que estrena en el Rally de Suecia, con un mal resultado, pues finalizó quinto pero fue multado en un enlace, lo que supuso a su copiloto conducir en el último tramo de la prueba.
Ese año finaliza 5.⁰, como mejor resultado dos terceros puestos, Cerdeña y Australia.

### 2012: Ford

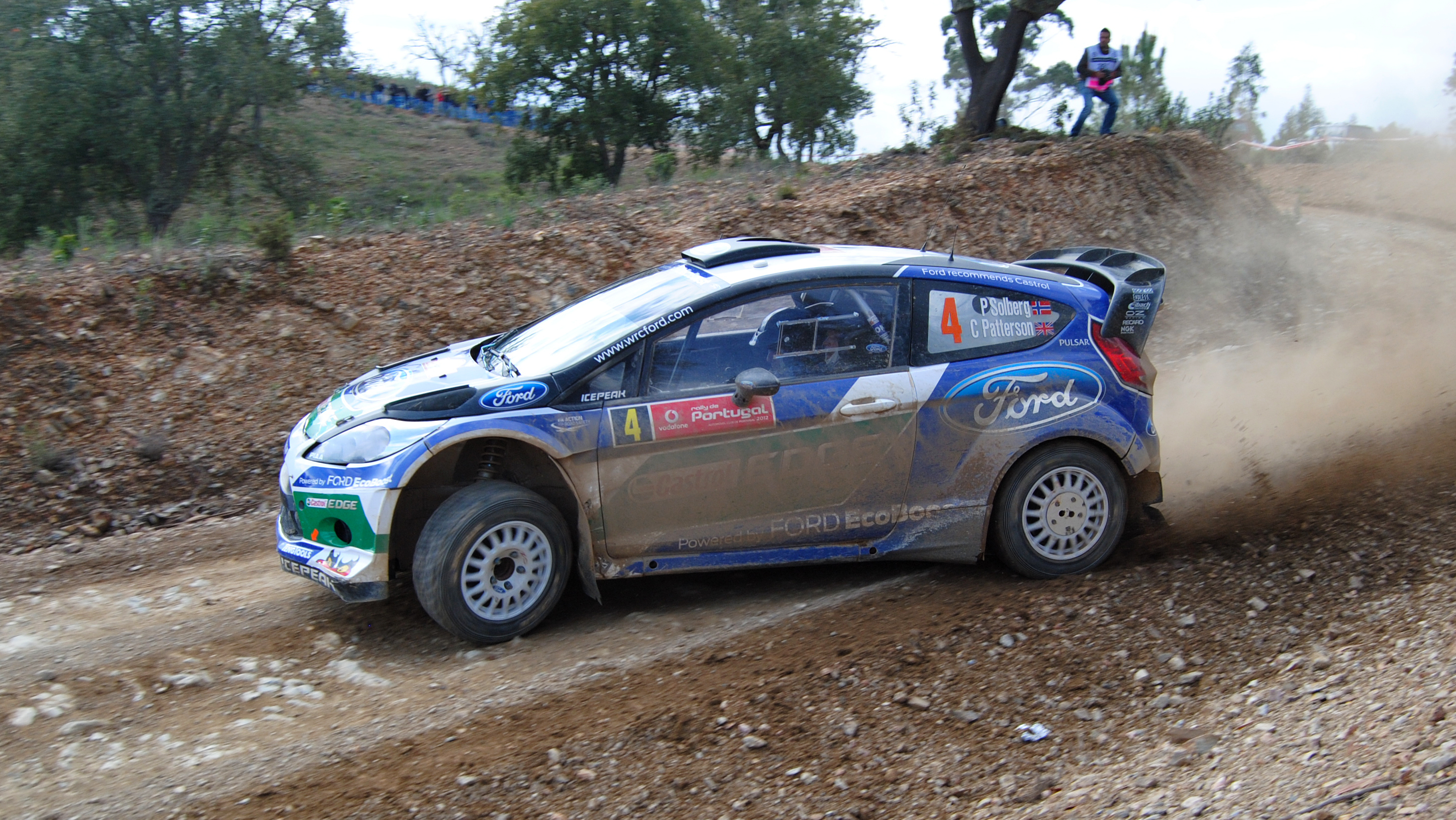
Petter Solberg en el Rally de Portugal 2012.

A finales de año, Ford confirmó el fichaje de Petter Solberg como piloto oficial, por lo que el noruego será compañero de Jari-Matti Latvala para la temporada 2012.
Iniciada la temporada en el Rally de Montecarlo, Solberg batalló con el español Dani Sordo (Mini) por la segunda posición, y a pesar de haber logrado cuatro scratchs, no logró alcanzarlo finalizando 3.⁰, con mejor suerte que su nuevo compañero, Latvala que tuvo que abandonar tras un vuelco en el primer día de carrera.
Finalizada la temporada y tras el anuncio de la retirada de Ford del mundial y sin equipo, Solberg decidió no participar para la temporada 2013 al negarse a «pagar por competir».

### 2013-2019: Rallycross

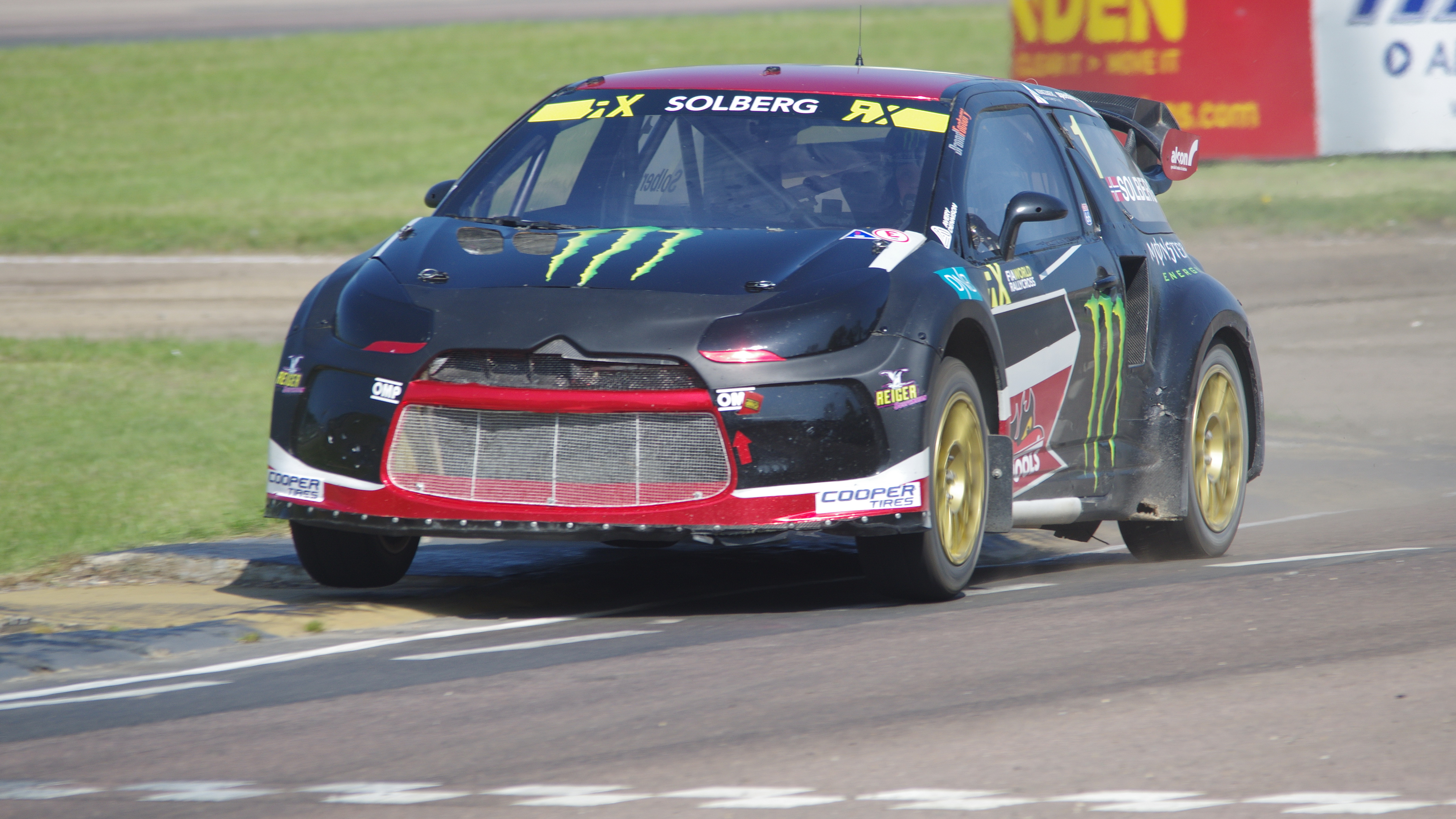
Solberg en el WRX 2016

En 2013 participó en el Campeonato de Europa de Rallycross dentro de la categoría Supercars con un Citroën DS3 donde logró su primer podio, un tercer puesto, en la segunda cita del certamen, que se disputó en el circuito de Montealegre en Portugal. Sumó varios puntos en las siguientes carreras y en la séptima ronda, en Francia, logró la segunda posición. Terminó el año en la octava posición con 93 puntos. En 2014 debutó en el Campeonato del Mundo de Rallycross, primer año de celebración de dicho certamen. Logró cinco victorias y ocho podios, obteniendo el título en la décima ronda.
En 2015 acumuló tres victorias, cuatro segundos puestos, dos terceros en 13 carreras, de modo que repitió el título. Continuando con un Citroën DS3 en 2016, logró una victoria, cuatro podios y ocho top 5, para acabar cuarto en la clasificación general.
En 2017 y 2018 compite junto a Johan Kristoffersson, usando un Volkswagen Polo. En 2017 ganó en Gran Bretaña y acabó tercero en la genreal, mientras que en 2018 acabó quinto sin victorias, aunque su equipo se proclamó campeón de equipos los dos años.

#### 2019-presente
Petter se retiró del automovilismo a tiempo completo a finales de 2018, pero completó un 'Tour de despedida' en 2019 que consistió en algunos de sus eventos favoritos. Marcó la vuelta RX más rápida en el Goodwood Festival of Speed, estableció el récord de vuelta en el Norges Råeste Bakkeløp, ganó la Gymkhana Grid y despidió su carrera en el WRC con una última victoria de clase en el 2019 Wales Rally GB.
Desde entonces, Petter ha sido una presencia constante y de apoyo en la vida de su hijo, ya que Oliver Solberg siguió los pasos de su padre y llegó al Campeonato Mundial de Rallyes. En 2022, los Solberg ganaron la Race of Champions Copa de Naciones para el Equipo de Noruega.

### Gymkhana Grid
Solberg ganó la categoría AWD de la Gymkhana Grid de 2016 en Marathon con un Citroën Xsara. En 2018, terminó segundo en Johannesburgo con un Volkswagen Polo. En 2019 ganó el evento en Varsovia, de nuevo conduciendo un VW Polo.

## Palmarés

### Títulos
| Año  | Título                        | Automóvil          |
| ---- | ----------------------------- | ------------------ |
| 2003 | Campeón Mundial de Rally      | Subaru Impreza WRC |
| 2014 | Campeón Mundial de Rallycross | Citroën DS3        |
| 2015 | Campeón Mundial de Rallycross | Citroën DS3        |

### Resultados en el Campeonato Mundial de Rally
| Año  | Equipo                          | Vehículo               | 1       | 2       | 3       | 4       | 5       | 6       | 7       | 8       | 9       | 10      | 11      | 12      | 13      | 14      | 15     | 16      | Pos. | Puntos |
| ---- | ------------------------------- | ---------------------- | ------- | ------- | ------- | ------- | ------- | ------- | ------- | ------- | ------- | ------- | ------- | ------- | ------- | ------- | ------ | ------- | ---- | ------ |
| 1998 | Shell Norge                     | Toyota Celica GT-Four  | SWE 16  |         |         |         |         |         |         |         |         |         |         |         |         |         |        |         | –    | 0      |
| 1998 | Petter Solberg                  | Toyota Celica GT-Four  |         | GBR Ret |         |         |         |         |         |         |         |         |         |         |         |         |        |         | –    | 0      |
| 1999 | Ford Motor Co                   | Ford Escort WRC        | SWE 11  |         |         |         |         |         |         |         |         |         |         |         |         |         |        |         | 18.º | 2      |
| 1999 | Ford Motor Co                   | Ford Focus WRC         |         | KEN 5   | POR 11  |         | ITA 27  | GBR 9   |         |         |         |         |         |         |         |         |        |         | 18.º | 2      |
| 1999 | Petter Solberg                  | Ford Focus WRC         |         |         |         | FIN 12  |         |         |         |         |         |         |         |         |         |         |        |         | 18.º | 2      |
| 2000 | Ford Motor Co                   | Ford Focus WRC 00      | KEN 5   | POR Ret | ARG 6   | GRE Ret | NZL 4   | FIN Ret |         |         |         |         |         |         |         |         |        |         | 10.º | 6      |
| 2000 | Petter Solberg                  | Subaru Impreza WRC2000 |         |         |         |         |         |         | FRA Ret | ITA 9   |         |         |         |         |         |         |        |         | 10.º | 6      |
| 2000 | Subaru World Rally Team         | Subaru Impreza WRC2000 |         |         |         |         |         |         |         |         | AUS Ret | GBR Ret |         |         |         |         |        |         | 10.º | 6      |
| 2001 | Subaru World Rally Team         | Subaru Impreza WRC2001 | MON Ret | SWE 6   | POR Ret | ESP Ret | ARG 5   | CYP Ret | GRE 2   | KEN Ret | FIN 7   | NZL 7   | ITA 9   | FRA 5   | AUS 7   | GBR Ret |        |         | 10.º | 11     |
| 2002 | 555 Subaru World Rally Team     | Subaru Impreza WRC2001 | MON 6   | SWE Ret |         |         |         |         |         |         |         |         |         |         |         |         |        |         | 2.º  | 37     |
| 2002 | 555 Subaru World Rally Team     | Subaru Impreza WRC2002 |         |         | FRA 5   | ESP 5   | CYP 5   | ARG 2   | GRE 5   | KEN Ret | FIN 3   | GER Ret | ITA 3   | NZL Ret | AUS 3   | GBR 1   |        |         | 2.º  | 37     |
| 2003 | 555 Subaru World Rally Team     | Subaru Impreza WRC2003 | MON Ret | SWE 6   | TUR Ret | NZL 3   | ARG 5   | GRE 3   | CYP 1   | GER 8   | FIN 2   | AUS 1   | ITA Ret | FRA 1   | ESP 5   | GBR 1   |        |         | 1.º  | 72     |
| 2004 | 555 Subaru World Rally Team     | Subaru Impreza WRC2003 | MON 7   | SWE 3   |         |         |         |         |         |         |         |         |         |         |         |         |        |         | 2.º  | 82     |
| 2004 | 555 Subaru World Rally Team     | Subaru Impreza WRC2004 |         |         | MEX 4   | NZL 1   | CYP 4   | GRE 1   | TUR 3   | ARG Ret | FIN Ret | GER Ret | JPN 1   | GBR 1   | ITA 1   | FRA 5   | ESP 5  | AUS Ret | 2.º  | 82     |
| 2005 | Subaru World Rally Team         | Subaru Impreza WRC2004 | MON Ret | SWE 1   |         |         |         |         |         |         |         |         |         |         |         |         |        |         | 2.º  | 71     |
| 2005 | Subaru World Rally Team         | Subaru Impreza WRC2005 |         |         | MEX 1   | NZL 3   | ITA 2   | CYP Ret | TUR 2   | GRE 9   | ARG 3   | FIN 4   | GER 7   | GBR 1   | JPN Ret | FRA 3   | ESP 13 | AUS Ret | 2.º  | 71     |
| 2006 | Subaru World Rally Team         | Subaru Impreza WRC2006 | MON Ret | SWE DSQ | MEX 2   | ESP 7   | FRA 11  | ARG 2   | ITA 9   | GRE 7   | GER Ret | FIN Ret | JPN 7   | CYP 8   | TUR 13  | AUS 2   | NZL 6  | GBR 3   | 6.º  | 40     |
| 2007 | Subaru World Rally Team         | Subaru Impreza WRC2006 | MON 6   | SWE Ret | NOR 4   |         |         |         |         |         |         |         |         |         |         |         |        |         | 5.º  | 47     |
| 2007 | Subaru World Rally Team         | Subaru Impreza WRC2007 |         |         |         | MEX Ret | POR 2   | ARG Ret | ITA 5   | GRE 3   | FIN Ret | GER 6   | NZL 7   | ESP 6   | FRA 5   | JPN 16  | IRE 5  | GBR 4   | 5.º  | 47     |
| 2008 | Subaru World Rally Team         | Subaru Impreza WRC2007 | MON 5   | SWE 4   | MEX 11  | ARG Ret | JOR Ret | ITA 10  |         |         |         |         |         |         |         |         |        |         | 6.º  | 46     |
| 2008 | Subaru World Rally Team         | Subaru Impreza WRC2008 |         |         |         |         |         |         | GRE 2   | TUR 6   | FIN 6   | GER 5   | NZL 4   | ESP 5   | FRA 5   | JPN 8   | GBR 4  |         | 6.º  | 46     |
| 2009 | Petter Solberg World Rally Team | Citroën Xsara WRC      | IRL     | NOR 6   | CYP 3   | POR 4   | ARG Ret | ITA 3   | GRC Ret | POL 4   | FIN Ret |         |         |         |         |         |        |         | 5.º  | 35     |
| 2009 | Petter Solberg World Rally Team | Citroën C4 WRC         |         |         |         |         |         |         |         |         |         | AUS     | ESP 4   | GBR 4   |         |         |        |         | 5.º  | 35     |
| 2010 | Petter Solberg World Rally Team | Citroën C4 WRC         | SWE 9   | MEX 2   | JOR 3   | TUR 2   | NZL Ret | POR 5   | BUL 3   | FIN 4   | DEU 5   | JPN 2   | FRA 3   | ESP 2   | GBR 2   |         |        |         | 3.º  | 169    |
| 2011 | Petter Solberg World Rally Team | Citroën DS3 WRC        | SWE 5   | MEX 4   | POR 6   | JOR Ret | ITA 3   | ARG 4   | GRE 4   | FIN 5   | DEU 5   | AUS 3   | FRA Exc | ESP Ret | GBR Ret |         |        |         | 5.º  | 110    |
| 2012 | Ford World Rally Team           | Ford Fiesta RS WRC     | MON 3   | SWE 4   | MEX 3   | POR 3   | ARG 6   | GRE Ret | NZL 3   | FIN 4   | GER 12  | GBR 3   | FRA 26  | ITA 9   | ESP 11  |         |        |         | 5.º  | 124    |
| 2018 | Volkswagen Motorsport           | Volkswagen Polo GTI R5 | MON     | SWE     | MEX     | FRA     | ARG     | POR     | ITA     | FIN     | GER     | TUR     | GBR     | ESP 14  | AUS     |         |        |         | -    | 0      |
| 2019 | Petter Solberg                  | Volkswagen Polo GTI R5 | MON     | SWE     | MEX     | FRA     | ARG     | CHI     | POR     | ITA     | FIN     | GER     | TUR     | GBR 10  | ESP     | AUS C   |        |         | 31.º | 1      |

### Victorias en el Mundial de Rally
| N.º | Año  | Rally                            | Copiloto   | Vehículo              |
| --- | ---- | -------------------------------- | ---------- | --------------------- |
| 1   | 2002 | Network Q Rally of Great Britain | Phil Mills | Subaru Impreza WRC 02 |
| 2   | 2003 | Cyprus Rally                     | Phil Mills | Subaru Impreza WRC 03 |
| 3   | 2003 | Telstra Rally Australia          | Phil Mills | Subaru Impreza WRC 03 |
| 4   | 2003 | Tour de Corse - Rallye de France | Phil Mills | Subaru Impreza WRC 03 |
| 5   | 2003 | Wales Rally of Great Britain     | Phil Mills | Subaru Impreza WRC 03 |
| 6   | 2004 | Propecia Rally New Zealand       | Phil Mills | Subaru Impreza WRC 04 |
| 7   | 2004 | Acropolis Rally                  | Phil Mills | Subaru Impreza WRC 04 |
| 8   | 2004 | Rally Japan                      | Phil Mills | Subaru Impreza WRC 04 |
| 9   | 2004 | Wales Rally of Great Britain     | Phil Mills | Subaru Impreza WRC 04 |
| 10  | 2004 | Supermag Rally d'Italia Sardinia | Phil Mills | Subaru Impreza WRC 04 |
| 11  | 2005 | Uddeholm Swedish Rally           | Phil Mills | Subaru Impreza WRC 04 |
| 12  | 2005 | Corona Rally México              | Phil Mills | Subaru Impreza WRC 05 |
| 13  | 2005 | Wales Rally of Great Britain     | Phil Mills | Subaru Impreza WRC 05 |

### Resultados en el Campeonato de Europa de Rallycross
| Año  | Equipo     | Vehículo    | 1      | 2     | 3     | 4     | 5      | 6     | 7     | 8     | 9     | Pos. | Puntos | Notas  |
| ---- | ---------- | ----------- | ------ | ----- | ----- | ----- | ------ | ----- | ----- | ----- | ----- | ---- | ------ | ------ |
| 2013 | PS 110% AB | Citroën DS3 | GBR 10 | POR 3 | HUN 9 | FIN 5 | NOR 13 | SWE 6 | FRA 2 | AUT 6 | GER 6 | 8.º  | 93     | [ 12 ] |

### Resultados en el Campeonato Mundial de Rallycross
| Año  | Equipo                 | Vehículo            | 1     | 2     | 3     | 4      | 5     | 6     | 7     | 8     | 9      | 10     | 11    | 12    | 13    | Pos. | Puntos |
| ---- | ---------------------- | ------------------- | ----- | ----- | ----- | ------ | ----- | ----- | ----- | ----- | ------ | ------ | ----- | ----- | ----- | ---- | ------ |
| 2014 | PSRX                   | Citroën DS3         | POR 1 | GBR 6 | NOR 2 | FIN 10 | SWE 3 | BEL 4 | CAN 1 | FRA 1 | GER 1  | ITA 3  | TUR 5 | ARG   |       | 1.º  | 250    |
| 2015 | PSRX                   | Citroën DS3         | POR 2 | HOC 1 | BEL 2 | GBR 1  | GER 2 | SWE 6 | CAN 8 | NOR 7 | FRA 2  | ESP 1  | TUR 8 | ITA 3 | ARG 3 | 1.º  | 301    |
| 2016 | PSRX                   | Citroën DS3         | POR 1 | HOC 4 | BEL 3 | GBR 2  | NOR 4 | SWE 7 | CAN 5 | FRA 4 | ESP 10 | LAT 19 | GER 2 | ARG 7 |       | 4.º  | 239    |
| 2017 | PSRX Volkswagen Sweden | Volkswagen Polo GTI | ESP 4 | POR 6 | HOC 4 | BEL 3  | GBR 1 | NOR 7 | SWE 7 | CAN 2 | FRA 5  | LAT 7  | GER 4 | RSA 4 |       | 3.º  | 252    |
| 2018 | PSRX Volkswagen Sweden | Volkswagen Polo R   | ESP 5 | POR 3 | BEL 2 | GBR 7  | NOR 3 | SWE 7 | CAN 5 | FRA 3 | LAT 7  | USA 2  | GER 5 | RSA 5 |       | 5.º  | 227    |

| Predecesor: Marcus Grönholm | Campeón Mundial de Rally 2003           | Sucesor: Sébastien Loeb  |
| Predecesor: -               | Campeón Mundial de Rallycross 2014-2015 | Sucesor: Mattias Ekström |